# Cacatuopyga fruhstorferi
Cacatuopyga fruhstorferi is een vliegensoort uit de familie Mydidae. De wetenschappelijke naam van de soort is, geplaatst in het geslacht Mydas, voor het eerst geldig gepubliceerd in 1896 door Wulp.
De soort komt voor in Indonesië (Celebes) en Maleisië.